# 1902 en football
Cet article présente les faits marquants de l'année 1902 en football.

## Février
- 15 février : match inter-ligues à Dundee opposant une sélection du championnat d'Irlande à une sélection du championnat écossais. Les Écossais s'imposent 3-0.

## Mars
- 1er mars : à Belfast, l'Écosse bat l'Irlande 5-1.
- 3 mars : à Wrexham, le pays de Galles et l'Angleterre font match nul, 0-0.
- 6 mars : fondation du club de football espagnol du Real Madrid.
- 8 mars : match inter-ligues à Newcastle opposant une sélection du championnat d'Écosse à une sélection du championnat d'Angleterre. Les Anglais s'imposent 6-3.
- 9 mars : fondation du club italien Vicence Calcio.
- 15 mars : à Greenock, l'Écosse bat le pays de Galles 5-1.
- 15 mars : à Belfast, Linfield FC remporte la Coupe d'Irlande en s'imposant 5-1 face à Distillery FC.
- 22 mars : à Belfast, l'Angleterre bat l'Irlande 3-0.
- 22 mars : à Cardiff, l'Irlande bat le pays de Galles 3-0.
- 31 mars : Wellington Town FC enlève la Coupe du pays de Galles en s'imposant en finale à Wrexham face à Wrexham AFC, 1-0. Wellington est un club anglais du Shropshire.

## Avril
- 2 avril : Hibernian FC gagne la Coupe d’Écosse en s’imposant en finale face au Celtic FC, 1-0
- 5 avril : à Glasgow, à l'occasion d'un match international Écosse-Angleterre, une tribune s'effondre. 25 morts.
- 6 avril : création du comité de Bretagne de l'USFSA, qui réunit le FC armoricain, le Stade vannetais, le SA du Lycée de Rennes, le FC du Lycée de Nantes et le Stade rennais. Il s'agit de la première entité qui organise la pratique du football en Bretagne.
- 13 avril : large victoire du Racing Club de France (Paris) (5-1) face au Havre AC (Normandie) en demi-finales du championnat de France USFSA. Dans l'autre demi-finale, Le R.C. Roubaix (Nord) écrase le premier champion du Nord-Est : Sports Athlétiques Sézannais, 12-1.
- 13 avril : Genoa champion d'Italie.
- Les Glasgow Rangers sont champions d'Écosse.
- Sunderland AFC champion d'Angleterre.
- Linfield FC champion d'Irlande.
- 19 avril : Sheffield United et Southampton FC font match nul 1-1 en finale de la FA Cup. Finale à rejouer.
- 20 avril : FC Zurich remporte le Championnat de Suisse.
- 20 avril : le R.C. Roubaix est champion de France USFSA en s'imposant en finale face au Racing Club de France, 4-3.

- 26 avril : le club anglais de « Newton Heath » est rebaptisé Manchester United.
- 26 avril : Sheffield United remporte la FA Cup face à Southampton FC, 2-1.

## Mai
- 3 mai : à Birmingham, l'Angleterre et l'Écosse font match nul 2-2.
- 13 mai : le FC Barcelone bat le Real Madrid 3 à 1 lors du premier Clásico de l'histoire. Hans Gamper, fondateur du club catalan, marque un des buts du Barça.
- 15 mai : Club Vizcaya Bilbao remporte la première édition de la Coupe d’Espagne face au FC Barcelone, 2-1.
- 26 mai : fondation du FC Aarau.
- Racing Bruxelles champion de Belgique.

## Juillet
- 20 juillet : première rencontre officielle entre deux équipes nationales en dehors des îles britanniques : victoire de l'Argentine face à Uruguay à Montevideo[1].

## Octobre
- 11 octobre : match inter-ligues à Belfast opposant une sélection du championnat d'Angleterre à une sélection du championnat d'Irlande. Les Anglais s'imposent 3-2.
- 12 octobre : à Vienne, l'Autriche bat la Hongrie 5-0. Il s'agit en fait d'un match intervilles opposant Vienne et Budapest. Ce match fut reclassé "international" en 1908.
- 13 octobre : Nevsky Saint-Pétersbourg champion de Saint-Pétersbourg (Russie) après un tournoi mettant aux prises quatre clubs de la ville. Tous les joueurs de Nevsky sont Britanniques.
- 26 octobre : São Paulo AC champion de l'État de São Paulo (Brésil).

## Naissances
- 5 janvier : Adolfo Zumelzú, footballeur argentin.
- 24 janvier : Jesús Bermúdez, footballeur bolivien.
- 2 février : Josep Samitier, footballeur espagnol.
- 21 février : Émile Friess, footballeur français.
- 23 février :
  - Jacques Dhur, footballeur français.
  - André Tassin, footballeur français.
- 25 février : Virginio Rosetta, footballeur italien.
- 19 mars : Manuel Seoane, footballeur argentin.
- 11 avril : Max Abegglen, footballeur suisse.
- 20 avril : Maurice Mercery, footballeur français.
- 21 avril : José María Lavalle, footballeur péruvien.
- 30 avril : Juan Peregrino Anselmo, footballeur uruguayen.
- 2 mai : Axel Alfredsson, footballeur suédois.
- 11 juin : Henri Bisson, dirigeant de club français.
- 20 juin : Juan Evaristo, footballeur argentin.
- 14 juillet : Moderato, footballeur brésilien.
- 22 juillet : Andrés Mazali, footballeur uruguayen.
- 29 juillet : David Arellano, footballeur chilien.
- 13 septembre : Aimé Durbec, footballeur français.
- 16 septembre : František Černický, footballeur autrichien.
- 30 septembre : Victor Farvacque, footballeur français.
- 2 novembre : Victoriano Santos Iriarte, footballeur uruguayen.
- 20 novembre : Giampiero Combi, footballeur italien.
- 21 novembre : Ferenc Hirzer, footballeur et entraîneur hongrois.
- 27 novembre : George Camsell, footballeur anglais.
- 16 décembre : Bernard Lenoble, footballeur français.
- 19 décembre : Russinho, footballeur brésilien.
- 22 décembre : Ernest Gross, footballeur français.
- 25 décembre : Maurice Gallay, footballeur français.
- 28 décembre : Hans Pulver, footballeur suisse.

## Décès
- 17 mars : John Houlding, dirigeant anglais.
- 12 juin : Jimmy Ross, footballeur écossais.